# Deltawerke

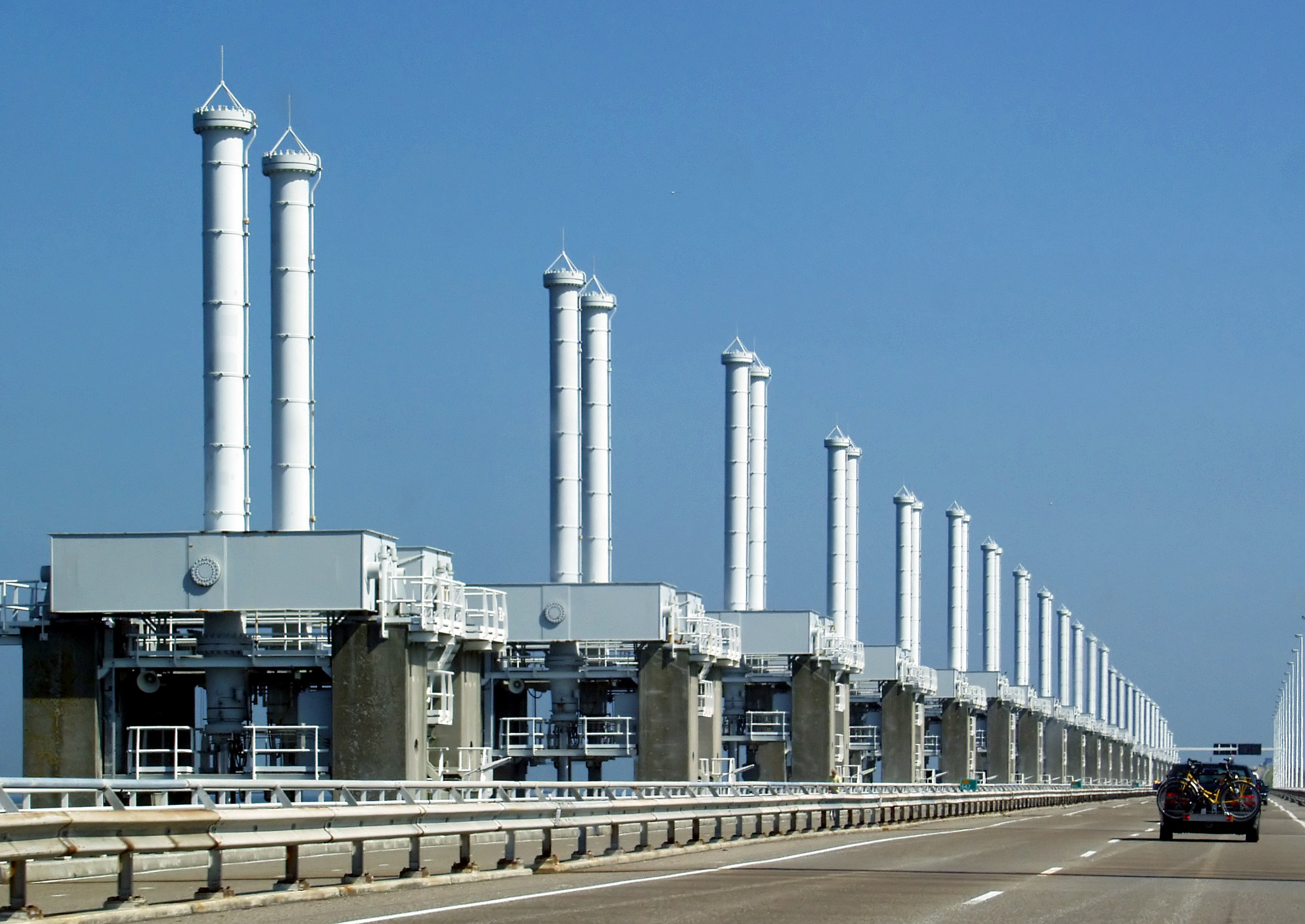
Oosterschelde-Sperrwerk

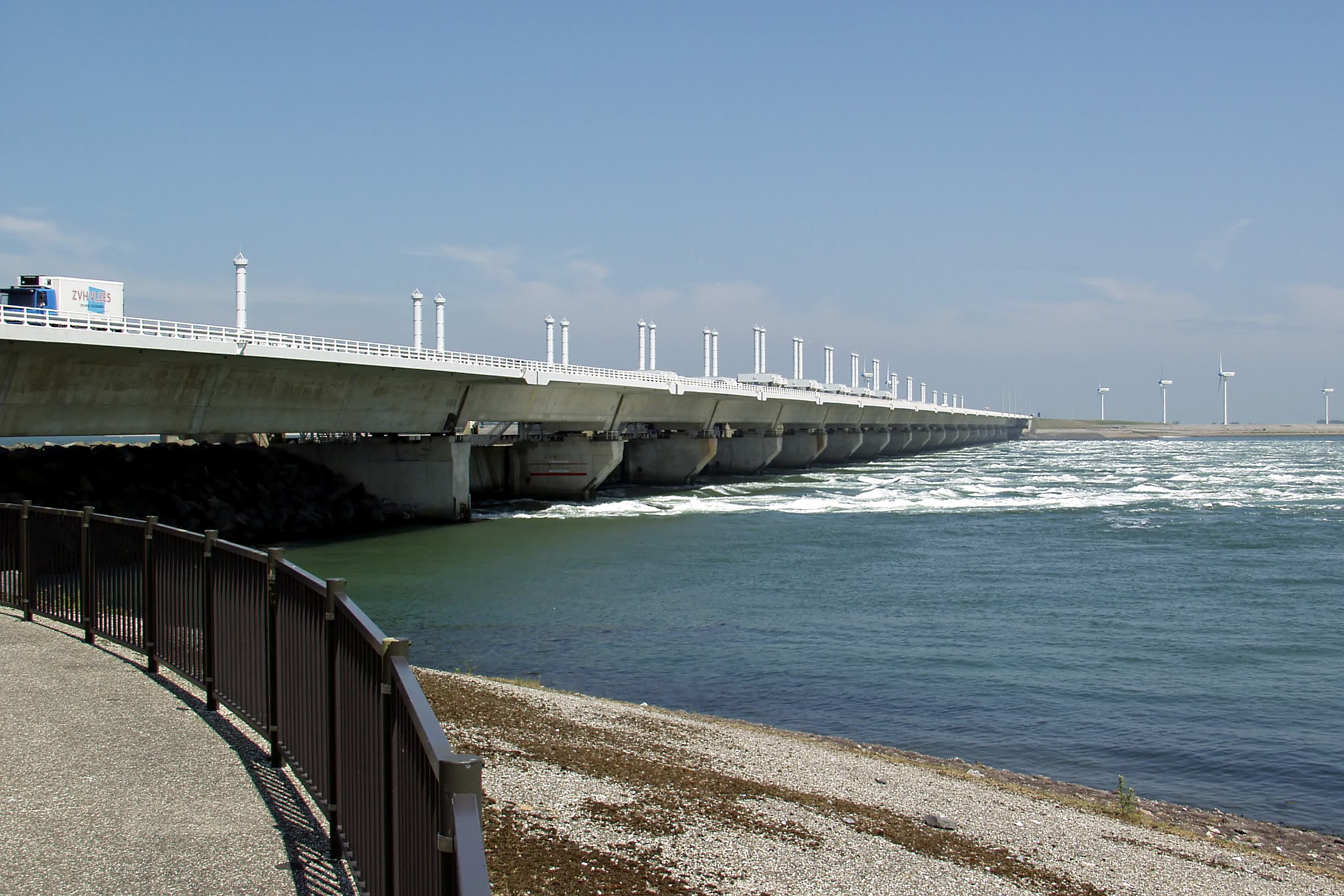
Oosterschelde-Sperrwerk

Die Deltawerke (niederländisch Deltawerken) sind ein Schutzsystem gegen Hochwasser und Sturmfluten in den Niederlanden mit Schwerpunkt in der Provinz Zeeland. Sie schützen den südlichen Teil der Provinz Zuid-Holland, den westlichen Teil der Provinz Noord-Brabant sowie die Provinz Zeeland. Die einzelnen Bauwerke der Deltawerke sind räumlich voneinander getrennt an mehreren Küstenabschnitten zu finden.
Einige Dämme wie das Oosterscheldesperrwerk sind offen und werden nur bei Hochwasser- oder Sturmflutgefahr geschlossen. Andere – wie der Brouwersdam – waren gänzlich geschlossen, was zu einer problematischen Abnahme des Salzgehaltes des landseitigen Wasservorkommens führte. Um dies zu korrigieren, wurde nach Fertigstellung ein Durchlass in den Damm eingebracht, die Brouwerssluis. Sie wurde am 1. Juni 1978 fertiggestellt. Sie ist eine Art von Siel und steht nicht für die Schifffahrt zur Verfügung.

## Geschichte
Anlass zur Konstruktion der Deltawerke war die Flutkatastrophe von 1953, bei der im Flussdelta im Süden der Niederlande 1835 Menschen und über 200.000 Tiere ums Leben kamen. Es war die größte niederländische Sturmflutkatastrophe seit der Elisabethenflut 1421.
Die geforderte Höhe der Seedeiche betrug vor dieser Katastrophe 4,30 Meter über Amsterdamer Pegel (NAP); im Rahmen des Delta-Projekts wurde sie auf 7,65 Meter über NAP festgelegt. „Dies wird die Deiche auf Deltahöhe bringen“, daher der Projektname.
Um das Land in Zukunft gegen solche Sturmfluten zu schützen, gründete die Regierung am 21. Februar 1953 die Delta-Kommission, die bis zum 18. Oktober 1955 den Deltaplan entwarf. Das auf dieser Grundlage entworfene Gesetz („Deltawet“) wurde am 8. Mai 1958 beschlossen.
Im Jahr 1958 wurde eine bewegliche Sturmflutsperre in der Hollandse IJssel in Betrieb genommen, 1961 wurden das Veerse Gat und der Zandkreek abgeriegelt. 1971 wurde der Haringvlietdam fertiggestellt, im gleichen Jahr der Brouwersdam. Zur Regulierung des Wasserabflusses aus den Rhein- und Maasmündungsarmen mussten die Dämme jeweils mit großen Sielanlagen versehen werden. Nach der Fertigstellung des Oosterscheldesperrwerks 1986, sowie dem Oesterdam, Philipsdam und Bathse Spuisluis („Bather Siel“) im Jahr 1987, wurden mit der Fertigstellung des Maeslant- und des Hartelsperrwerks 1997 die Deltawerke vollendet. Die Kosten des Projekts waren mit 6 Milliarden Gulden (rund 2,7 Milliarden Euro) mehr als dreimal so hoch wie veranschlagt. Eine andere Quelle nennt einen ursprünglichen (später deutlich übertroffenen) Kostenvoranschlag von 3,3 Mrd. Gulden, entsprechend etwa 20 % des niederländischen Bruttoinlandsproduktes von 1958. Zum Vergleich: Inflationsbereinigt und in Euro umgerechnet wären es 2021 etwa 140 Mrd. Euro gewesen.

## Anpassung und Veränderung der Küstenlinie
Die Küstenlinie (Uferkante zur Nordsee) der Niederlande hat sich durch die Deltawerke drastisch verändert. Gemessen vom Veerse Gatdam bei Vrouwenpolder (Provinz Zeeland) (51°35'06"N / 3°37'33"O) und dem Haringvlietdam bei Hellevoetsluis (Provinz Zuid-Holland), (51°50'37"N / 4°04'16"O) betrug die Küstenlinie – einschließlich der Inseln Noord-Beveland, Schouwen-Duiveland und Goeree-Overflakkee – etwa 355 km. Nach Fertigstellung der Delta-Werke beträgt sie nunmehr nur noch ungefähr 60 km. Damit hat sich die Küstenlinie der Niederlande um rund 295 km verkürzt. Die Maeslantkering ist ein Sperrwerk zur Sicherung der Hafeneinfahrt zum alten Hafen von Rotterdam und ist regulär offen und schiffbar. Außerdem sind dadurch nur die zusammengefassten Mündungsarme von Maas und Rhein (Waal und Lek) gesichert. Das Sperrwerk verkürzt die Küstenlinie also nicht. Auch das Sperrwerk Hollandse IJssel verändert die Küstenlinie nicht.

## Meeresspiegelanstieg
Die Deltawerke sind auf einen Meeresspiegelanstieg von 40 cm ausgelegt, was deutlich weniger ist als manche Prognosen für das Ende des 21. Jahrhunderts, die teils einen Anstieg von 200  cm bis 210 cm für möglich halten.

## Abbildungen

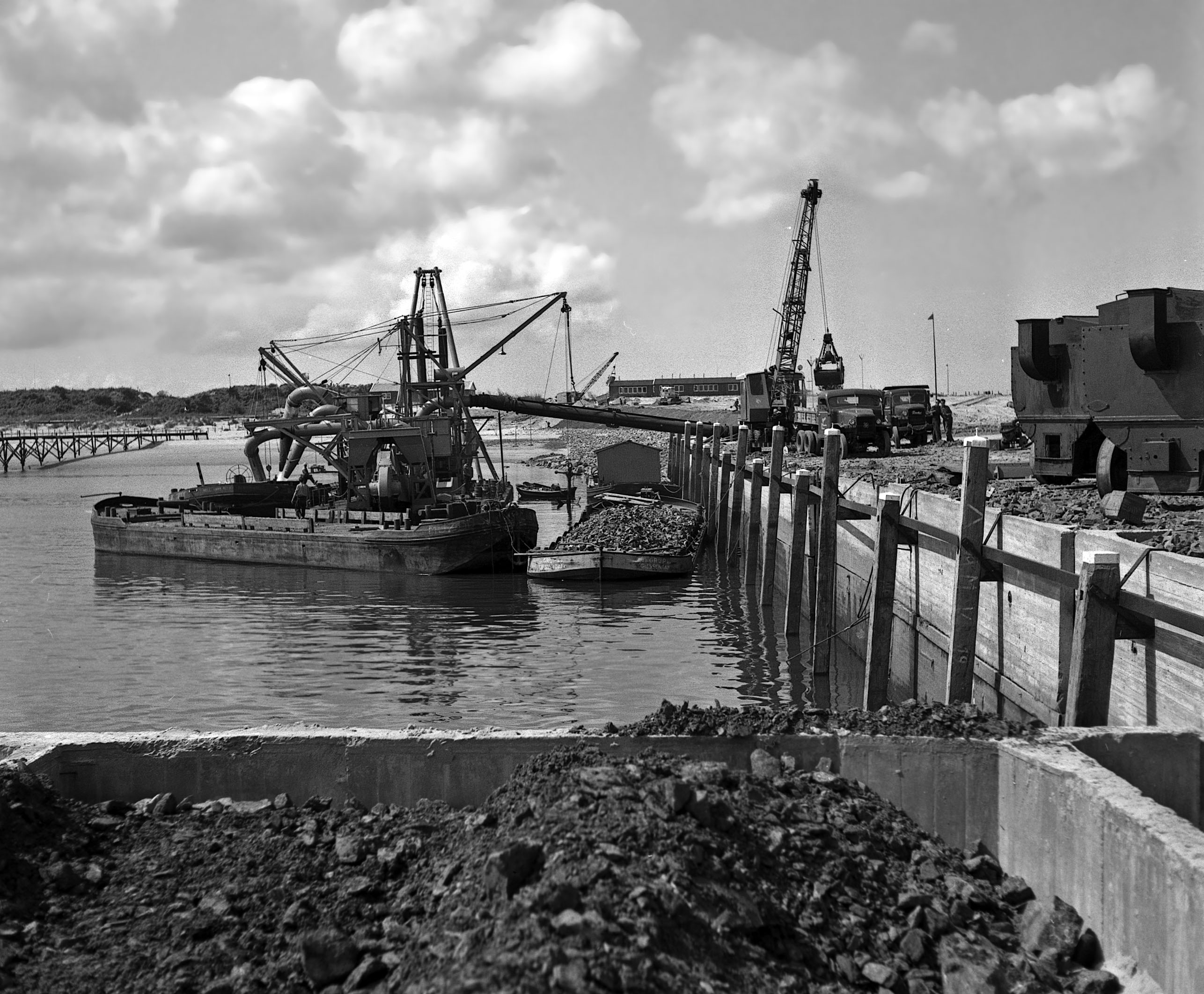
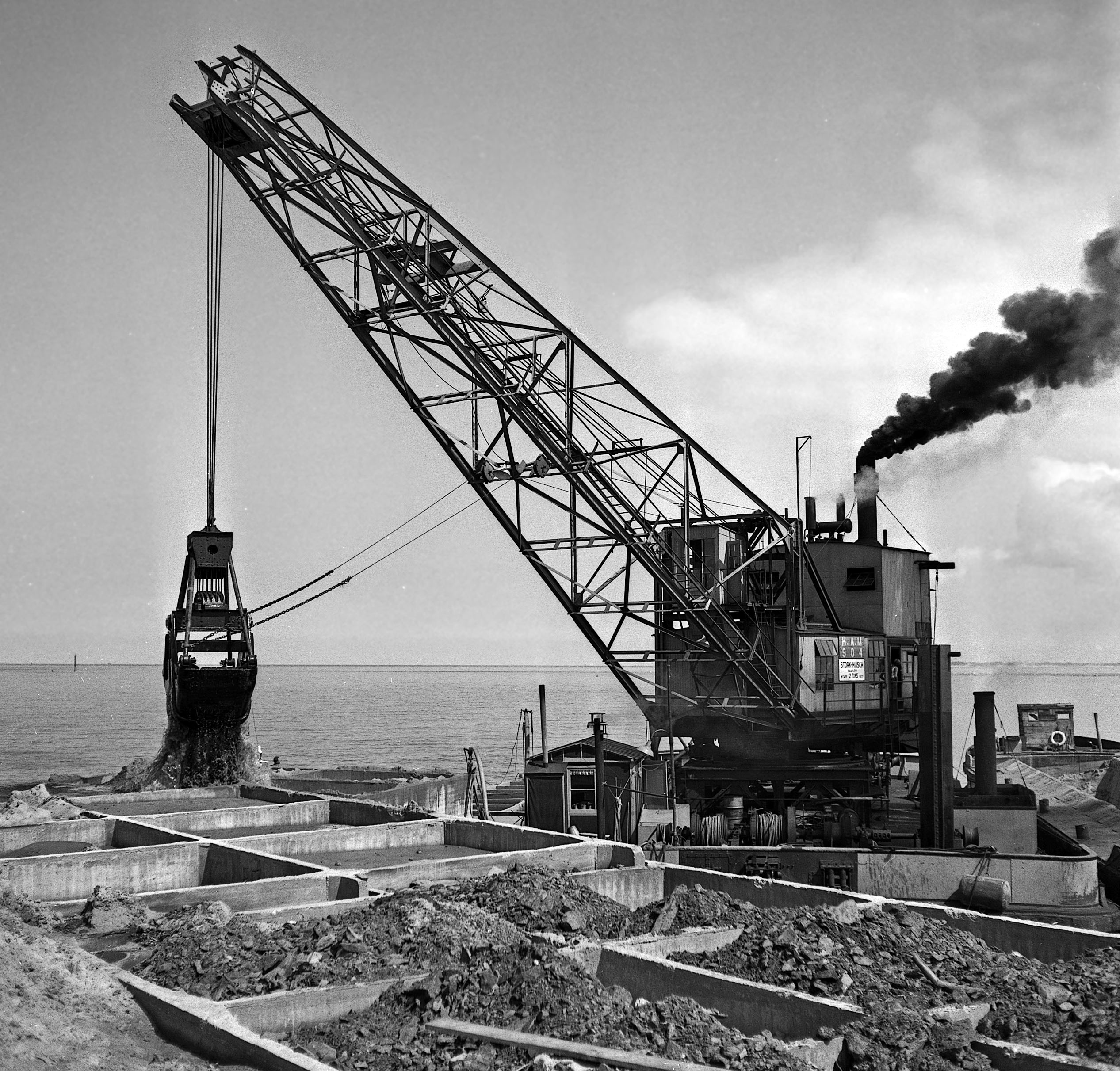
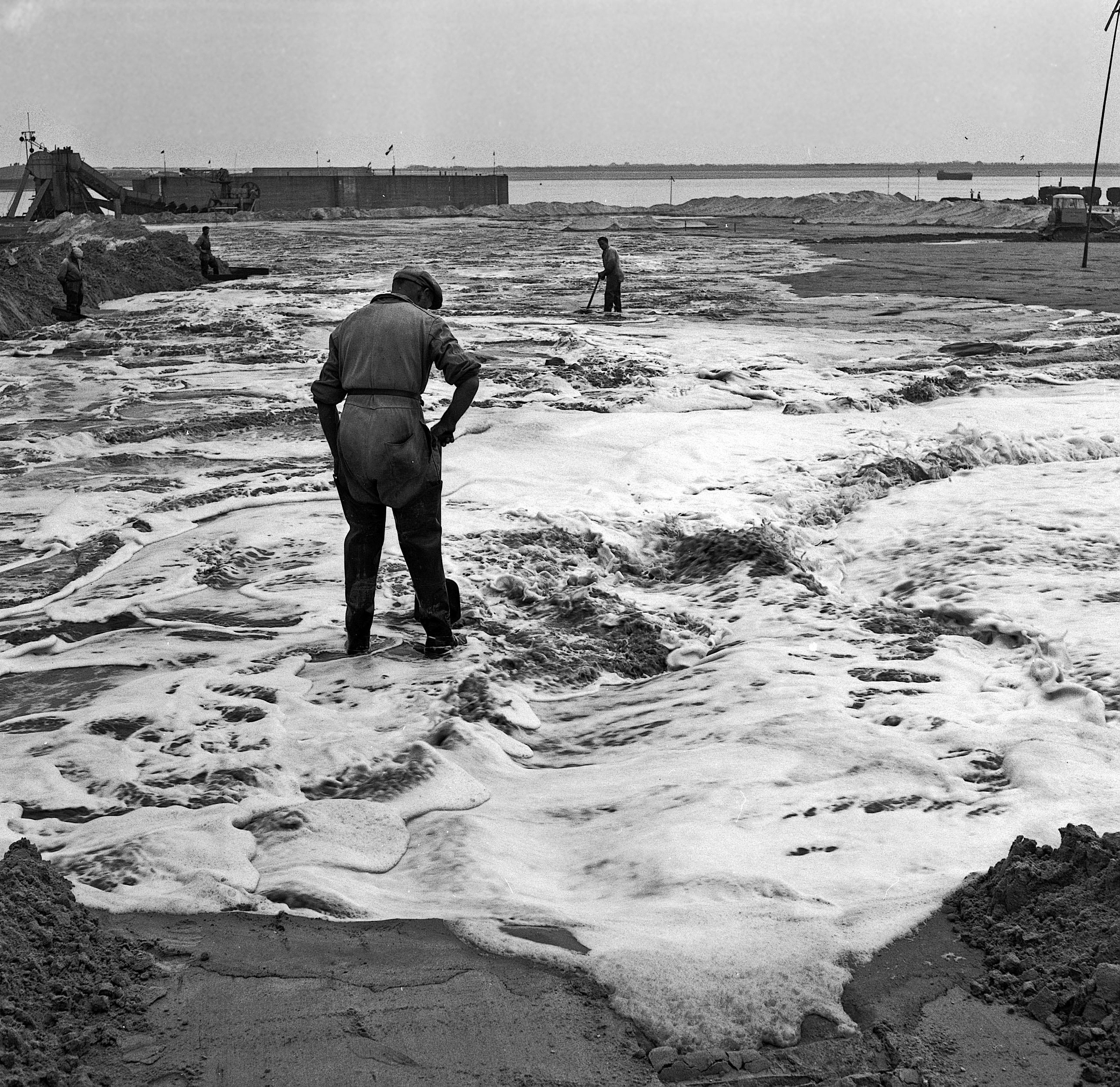
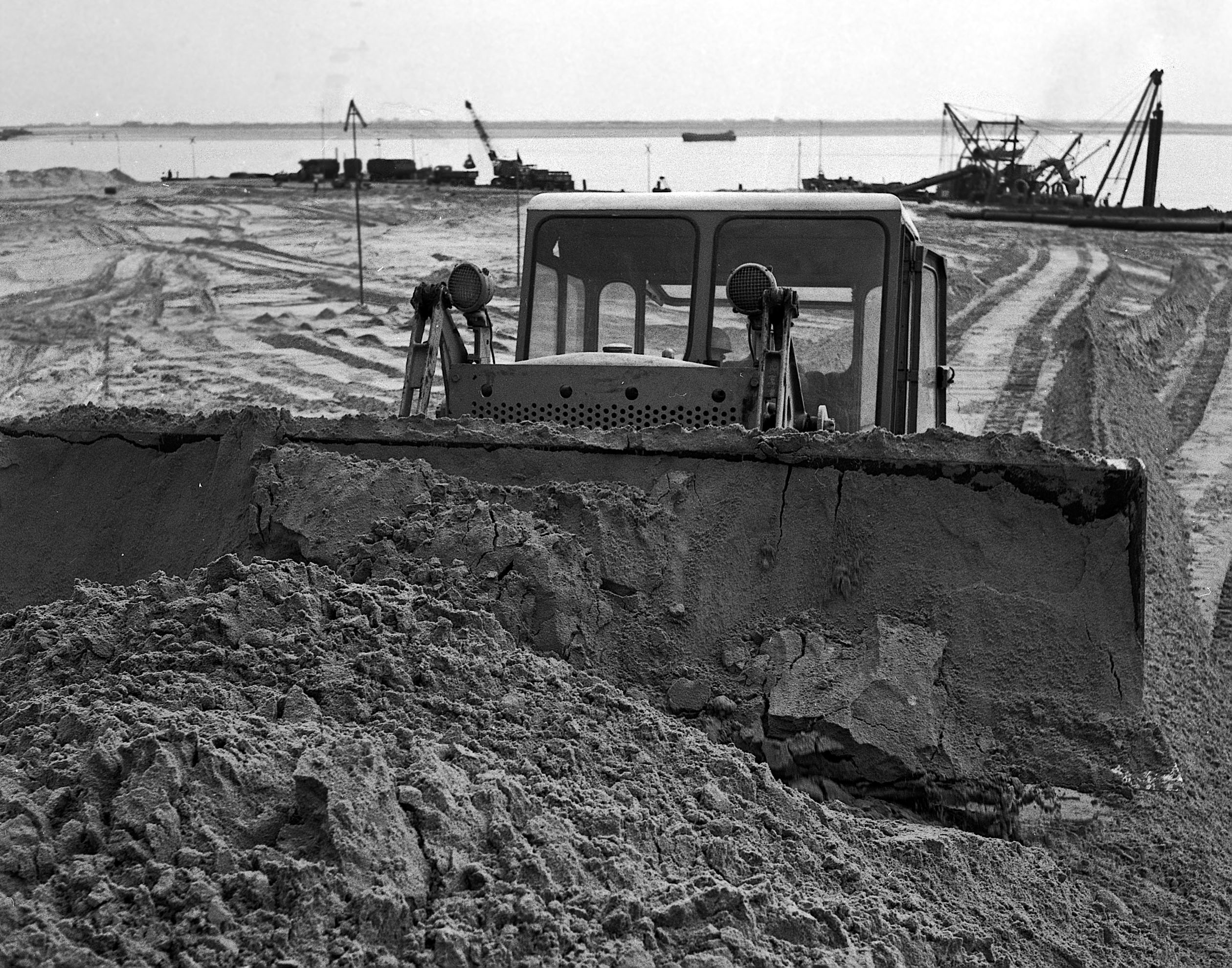

## Bauteile

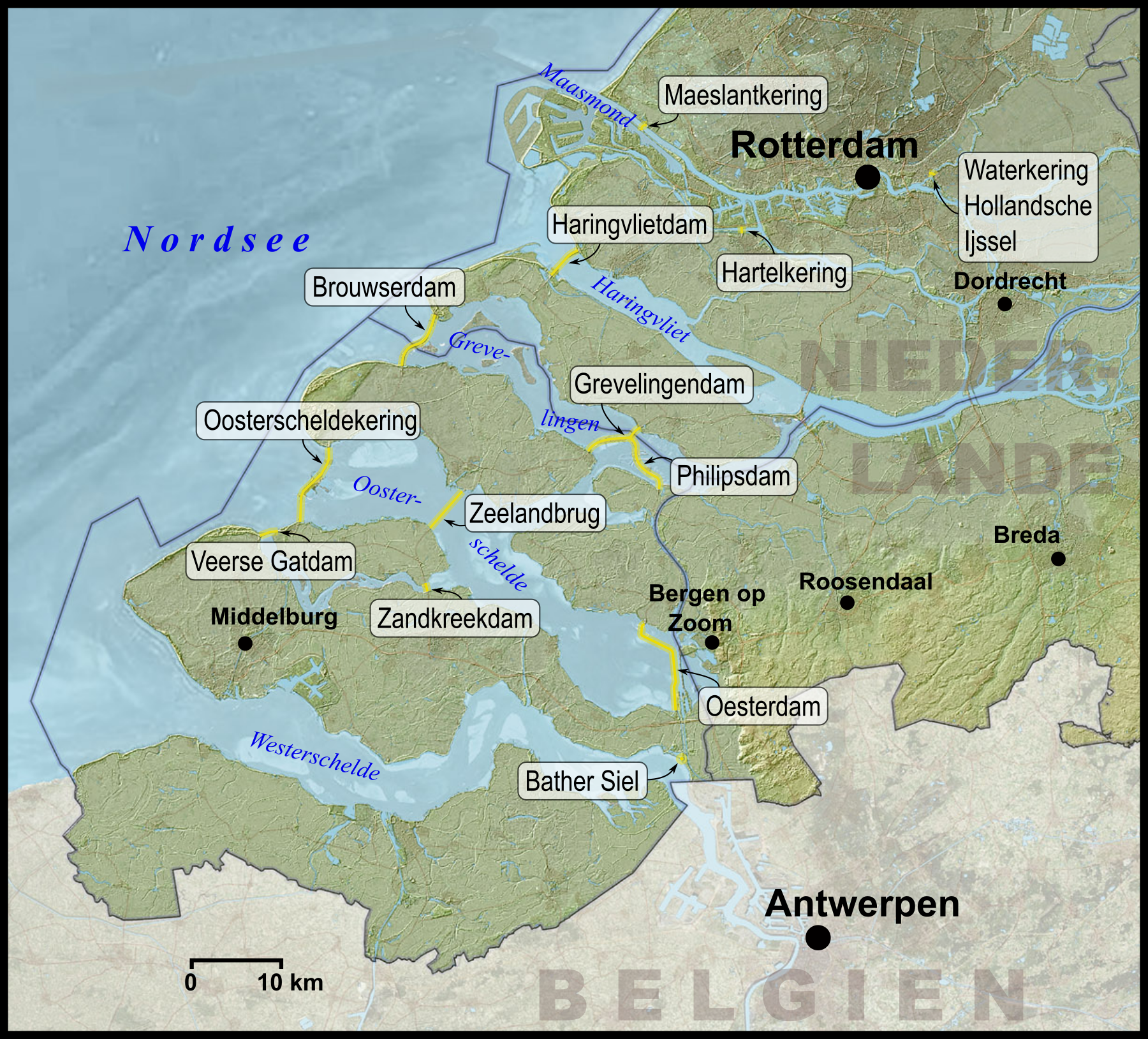
Übersichtskarte der Deltawerke

Die Deltawerke bestehen aus den folgenden Bauwerken:
- Sperrwerk Holländische IJssel (1958)
- Zandkreekdam (1960)
- Veerse Gatdam (1961)
- Grevelingendam (1965)
- Volkerakdam (1969)
- Haringvlietdam (1971)
- Brouwersdam (1971)
- Markiezaatskade (1983)
- Oosterschelde-Sperrwerk (1986)
- Oesterdam (1987)
- Philipsdam (1987) mit Krammerschleusen
- Bather Siel (1987)
- Maeslantsperrwerk (1997)
- Hartelsperrwerk (1997)

Für den Bau der Deltawerke wurden neuartige Techniken benutzt. Vor allem das Oosterschelde- und das Maeslant-Sturmflutwehr fanden international große Beachtung. Die Deltawerke wurden durch die American Society of Civil Engineers zu einem der modernen Weltwunder erklärt. Auch starker Wasserdruck (bis zu 180 MN) kann den Deltawerken, wegen ihrer stabilen und massiven Bauform, nichts anhaben.